# Aristolochia crassinervia
Aristolochia crassinervia O.C.Schmidt – gatunek rośliny z rodziny kokornakowatych (Aristolochiaceae Juss.). Występuje naturalnie w Nowej Gwinei i Wyspach Salomona.

## Morfologia
PokrójPnącze o trwałych i zdrewniałych pędach.
LiścieMają owalny lub eliptyczny kształt. Mają 8–19 cm długości oraz 5–12 cm szerokości. Są prawie skórzaste. Nasada liścia ma sercowaty kształt. Całobrzegie, ze spiczastym wierzchołkiem. Ogonek liściowy jest nagi i ma długość 6–8 cm.
KwiatyZebrane są w gronach o długości 3 cm. Mają barwę od białej do czerwonawej i 7 mm długości. Łagiewki jest prawie kulista. Mają po 6 pręcików. Podsadki mają owalny lub okrągły kształt i są sercowate u nasady.
OwoceTorebki o podłużnym lub cylindrycznym kształcie. Mają żółtą barwę. Dorastają do 2,5–4,5 cm długości i 2–3 cm szerokości.

## Biologia i ekologia
Rośnie w wiecznie zielonych lasach, na brzegach rzek oraz na terenach skalistych. Występuje na wysokości do 1500 m n.p.m.